# Summer World University Games 2025/Teilnehmer (Estland)
| Gelbes Symbol für Goldmedaillen mit stilisierten Olympischen Ringen | Graues Symbol für Silbermedaillen mit stilisierten Olympischen Ringen | Braundes Symbol für Bronzemedaillen mit stilisierten Olympischen Ringen |
| ------------------------------------------------------------------- | --------------------------------------------------------------------- | ----------------------------------------------------------------------- |
| —                                                                   | —                                                                     | —                                                                       |

Estland nahm an den Summer World University Games 2025 vom 16. bis zum 27. Juli mit 53 Athleten (26 Männer und 27 Frauen) teil.

## Teilnehmer nach Sportarten

### Bogenschießen
| Männer - Rasmus Lõpp | Frauen - Triinu Lilienthal - Karoli Luige |

### Fechten
| Männer - Ilian Bobrov - Kasper Tafenau - Valentin Altunin | Frauen - Iris-Maria Matskevitš - Maria Embrich - Dinara Anis - Leana Mironov |

### Leichtathletik
| Männer - Reimo Sepp - Franz Krull - Kalev Hõlpus - Robin Sapar - Henri Ilves - Oliver Annus - Aleks Malm - Alar Reiljan - Tristan Sild - Oliver Kruuspan - Robert Kompus | Frauen - Matilda Vitsut - Anna Millend - Anete Randma - Jekaterina Mirotvortseva - Berit Guzas - Liis Atonen - Annika Kelly - Katre Palm - Anabel Sarapuu - Karmen Bruus - Katre Liiv - Eliise Anijalg - Miia Tillmann |

### Rudern
Frauen
- Rachel Kõllo

### Schwimmen
| Männer - Andreas Soosaar - Arthur Tobler - Oliver Kuulpak - Christopher Palvadre - Artjom Alteberg - Siim Kesküla - Lars Kiljus - Artur Norden - Georg Filippov | Frauen - Heleriin Haljaste - Karolin Kotsar - Hanna-Marleen Mõtsnik - Marie Toompuu |

### Taekwondo
| Männer - Aleksandr Muskevitš | Frauen - Stefani Nikolajeva |

### Tischtennis
Männer
- Madis Moos

### Turnen

#### Rhythmische Sportgymnastik
Frauen
- Kristin Frey
- Polina Hardikova